# Dieter Van Tornhout
Dieter Van Tornhout (Gent, 18 maart 1985) is een voormalig Belgische voetbalspits die sinds 2018 als spitsentrainer aan de slag is bij de beloften van KV Mechelen. Als speler was hij onder andere actief bij Club Brugge, Sparta, Roda JC en R Antwerp FC.

## Spelerscarrière
Bij de U18 van Club Brugge werd hij twee maal landskampioen. Hij maakte zijn competitiedebuut bij de eerste ploeg in november 2003, een eerste doorbraak kwam er in het seizoen 2004/05, toen hij drie keer scoorde in 13 matchen, hoewel hij slechts één keer aan de aftrap verscheen.
Van Tornhout speelde een half jaar op huurbasis voor Sparta in de tweede helft van het seizoen 2005/06. In Rotterdam speelde hij in totaal 13 wedstrijden, waarin hij 1 keer de netten trof. In augustus 2006 verhuisde Dieter Van Tornhout definitief naar Roda JC, waar hij zich tevreden moet stellen met een invallersstatuut. In de bekerfinale van het seizoen 2007/08 kwam Van Tornhout als wissel in het veld. Hij viel na enkele seconden met een ernstige knieblessure uit.
In 2009 vertrok hij naar Cyprus, waar hij een contract tekende bij Enosis Neon Paralimni. Na twee seizoenen trok hij naar een andere Cypriotische club: Nea Salamis Famagusta. In januari 2012 ging hij transfervrij naar Schotland, waar hij bij Kilmarnock FC tekende. Daar droeg hij bij aan een mooi stukje clubgeschiedenis: op 18 maart 2012 viel hij in tijdens de finale van de Scottish League Cup tegen Celtic FC en scoorde hij vijf minuten voor tijd het enige doelpunt, waardoor Kilmarnock voor het eerst in hun bestaan de League Cup won.
Ondanks een nog lopend contract in Schotland keerde Van Tornhout in 2012 om persoonlijke redenen terug naar België, waar hij voor R Antwerp FC tekende. Ondanks een goed seizoen werd hij in het seizoen 2013/14 verhuurd aan KSV Roeselare. Van Tornhout speelde daarna in de lagere divisies nog voor KRC Gent-Zeehaven en KSV Oudenaarde. Begin 2017 stopte Van Tornhout als voetballer.
Van Tornhout kwam meermaals uit voor de nationale beloftenploeg van België.
Na een inactieve periode als voetballer begon Van Tornhout in het seizoen 2019/2020 opnieuw te voetballen bij SK Berlare in 1ste provinciale Oost-Vlaanderen.

## Trainerscarrière
Tijdens het seizoen 2017/18 werd Van Tornhout bij Club Brugge aangesteld als assistent-trainer bij de beloften en als "talent manager". Een jaar later haalde KV Mechelen hem binnen als assistent trainer en spitsentrainer van de A-ploeg.

## Clubstatistieken
| seizoen | club                  | competitie                         | duels | goals |
| ------- | --------------------- | ---------------------------------- | ----- | ----- |
| 2003/04 | Club Brugge           | Eerste klasse                      | 1     | 0     |
| 2004/05 | Club Brugge           | Eerste klasse                      | 12    | 3     |
| 2005/06 | Club Brugge           | Eerste klasse                      | 1     | 0     |
| 2005/06 | → Sparta              | Eredivisie                         | 13    | 1     |
| 2006/07 | Roda JC               | Eredivisie                         | 25    | 2     |
| 2007/08 | Roda JC               | Eredivisie                         | 19    | 2     |
| 2008/09 | Roda JC               | Eredivisie                         | 5     | 0     |
| 2009/10 | Roda JC               | Eredivisie                         | 3     | 0     |
| 2009/10 | Enosis Neon Paralimni | A Divizion                         | 25    | 12    |
| 2010/11 | Enosis Neon Paralimni | A Divizion                         | 25    | 6     |
| 2011/12 | Nea Salamis Famagusta | A Divizion                         | 15    | 2     |
| 2011/12 | Kilmarnock FC         | Premier League                     | 11    | 1     |
| 2012/13 | R Antwerp FC          | Tweede klasse                      | 25    | 7     |
| 2013/14 | SV Roeselare          | Tweede klasse                      | 28    | 8     |
| 2014/15 | KRC Gent-Zeehaven     | Vierde klasse                      | 14    | 4     |
| 2015/16 | KSV Oudenaarde        | Derde klasse A                     | 31    | 16    |
| 2016/17 | KSV Oudenaarde        | Derde klasse A                     | 0     | 0     |
| 2019/20 | SK Berlare            | Eerste Provinciale Oost-Vlaanderen | 8     | 3     |
| Totaal  | Totaal                | Totaal                             | 261   | 67    |

Bijgewerkt tot 23 februari 2020.